# Frank Philip Bowden
Frank Philip Bowden CBE (2 de maio de 1903 — 3 de setembro de 1968) foi um físico australiano.

## Educação
Bowden obteve o bacharela na Universidade da Tasmânia, na Austrália, em 1925, onde também completou o mestrado em 1927. Bowden obteve o Dsc em 1931 enquanto estudava na Universidade de Cambridge na Inglaterra. Obteve o seu PhD em Cambridge em 1929.